# Eugène Abautret
Eugène Abautret est un footballeur français né le 10 avril 1924 à Lesneven (Finistère) et mort le 7 avril 2006 à Vaison-la-Romaine (Vaucluse).

## Biographie
Ce joueur évolue comme défenseur central, principalement au RC Strasbourg. 
Il commence sa carrière professionnelle après guerre au FC Nantes, avec ses deux frères, Léon et Marcel. Il termine sa carrière comme entraîneur-joueur à Orange, à partir de 1955.

## Carrière de joueur
- Stade lesnevien
- 1943-1946 : AS Brest
- 1946-1948 : FC Nantes (D2)
- 1948-1950 : RC Strasbourg (D1)
- 1950-1951 : FC Metz (D2)
- 1951-1955 : US Valenciennes-Anzin (D2)